# Los alegres bribones
 Los alegres bribones  es una comedia española dirigida por Pancho Bautista y estrenada en 1982. Producida y distribuida por el mismo director. Color.

## Argumento
Tres amigos sin oficio ni beneficio van por la vida a salto de mata. En su caótico deambular llegan a ponerse al servicio de una viejecita encarnada por Antoñita Colomé.